# 宇文俭
宇文俭（551年—578年2月27日），字侯纽突  ，一作侯幼突，代郡武川镇（今内蒙古自治区呼和浩特市武川县）人，追尊周文帝宇文泰第八子，生母权白女，北周宗室、官员。

## 生平
武成（559年—560年）初年，封谯国公，食邑万户。天和年间，拜大将军，宁州刺史、宁州总管、同州刺史，迁柱国，为益州总管。
建德三年（574年），进爵为谯王。五年（576年），东伐北齐，宇文俭以本官为左一军总管，攻克永固城，进平并州、邺城，拜大冢宰。稽胡反周，宇文俭为行军总管，与齐王宇文宪讨平。有自号天柱的胡人，据守河东，宇文俭攻破，斩首三千级。建德七年岁次戊戌二月五日癸卯（578年2月27日），宇文俭在洛阳去世，虚岁廿八，周武帝诏令赠予使持节、上柱国、大冢宰、并晋朔燕幽青齐冀赵沧瀛恒潞洺贝十五州刺史、谯王，谥号忠孝，三月戊戌辰朔十七日甲申（578年4月9日）葬于雍州泾阳县西乡始义里。
1993年，宇文俭墓葬在咸阳被发现。墓志名为《大周使持节上柱国大冢宰谯忠孝王墓志》。

## 家庭

### 夫人
- 步六孤须蜜多，出自吴郡陆氏太尉枝，东晋刘义真长史陆载玄孙女，西魏骠骑大将军、仪同三司、恒州刺史陆政孙女，北周柱国大将军、大司马、文安郡公陆通之女，虚龄十四岁嫁给宇文俭，天和元年（566年）册拜谯国夫人，建德元年岁次壬辰七月辛丑朔九日己酉（572年8月3日）在成都去世，虚岁廿一，同年十一月十一日（572年12月1日）归葬长安北原，赠谯国夫人[7]

### 子女
- 宇文恽，世子[1]袭封谯王，后被权臣杨坚所害
- 宇文緷，次子[1]
- 宇文綪，三子[1]
- 宇文某，四子[1]
- 宇文氏，嫁显武公叱罗金刚[1]

## 外部連結
[在维基数据编辑]
 《北史·卷058》，出自李延壽《北史》